# Theodor Vilhelm Rumohr
Theodor Vilhelm Rumohr, född den 2 augusti 1807 i Köpenhamn, död där den 15 oktober 1884, var en dansk författare. Han hette ursprungligen Kjerstrup, men blev adopterad av en Rumohr. 
År 1832 tog han juridisk examen, blev tingsskrivare 1850 och var häradsfogde i Nord-Slesvig 1853-64. Rumohr är känd huvudsakligen genom sina under signaturen P. P. utgivna livliga "fædrelandshistoriske malerier" Peter Tordenskjold (1842; 5:e upplagan 1887) och Niels Juel og hans Samtid (1846-47; 4:e upplagan 1877).